# Rectoria (Colera)
Rectoria és un edifici del municipi de Colera (Alt Empordà) inclòs en l'Inventari del Patrimoni Arquitectònic de Catalunya.

## Descripció
Situada dins del nucli urbà de la població de Colera, a l'extrem nord-est del poble, formant cantonada entre el carrer de l'Església i la pujada de l'Estació.
Edifici cantoner de planta irregular amb jardí, format per tres crugies perpendiculars a la façana principal. Presenta la coberta de dues aigües de teula i està distribuït en planta baixa i pis. La construcció està bastida en una zona en pendent, de tal manera que des de la façana principal s'accedeix directament al pis. L'accés a la planta baixa es fa pel jardí, a través d'una porta ubicada a la façana de llevant. El fort desnivell del terreny queda superat per una ampla escala de pedra que dona accés a la façana principal i al carrer de l'Església. La façana principal presenta les obertures rectangulars. El portal d'accés al centre, precedit d'una escala de tres graons que salva el desnivell entre la planta pis i el carrer, i als costats, dues finestres amb reixes de ferro treballades amb temes florals. Les tres obertures presenten motllures de guix decorades amb senzills motius geomètrics rematats per uns ornaments vegetals, a manera de guardapols. Les façanes de llevant i tramuntana presenten un balcó corregut al pis, amb la cantonada arrodonida, i sostingut amb biguetes i revoltons. Al final de la balconada hi ha una escala que dona sortida al jardí posterior. Les obertures d'aquests dos paraments també presenten una motllura de guix a manera de guardapols.
La construcció està arrebossada i emblanquinada.

## Història
El nucli que envoltava l'església fou greument malmès durant la guerra Civil. Tots els edificis d'aquesta zona varen ser reconstruïts després del conflicte bèl·lic.
Actualment la rectoria està llogada com a habitatge particular.